# Achnanthales
Ordre
Les Achnanthales sont un ordre de Diatomées, de la classe des Bacillariophyceae et de la sous-classe des Bacillariophycidae.

## Liste des familles
Selon AlgaeBase (29 mars 2022)
- Achnanthaceae Kützing, 1844
- Achnanthidiaceae D.G.Mann, 1990
- Cocconeidaceae Kützing, 1844